# Sarah Barrow
Sarah Barrow (* 22. Oktober 1988 in Plymouth) ist eine britische Wasserspringerin. Sie startet für den Verein City of Leeds Diving Club in den Disziplinen 10-m-Turm- und Synchronspringen. In Synchronwettbewerben springt sie an der Seite von Monique Gladding und Tonia Couch.
Barrow bestritt ihre ersten internationalen Auftritte im Jahr 2006. Sie erreichte bei der Junioren-Europa- und Weltmeisterschaft jeweils Rang sechs vom Turm. Bei den Commonwealth Games in Melbourne und der Europameisterschaft in Budapest wurde sie mit Gladding Fünfte bzw. Sechste im 10-m-Synchronspringen. 2008 in Eindhoven verbesserte sich das Duo auf Rang vier. In Hinblick auf die Olympischen Spiele 2012 in London bildet Barrow seit dem Jahr 2010 ein aussichtsreiches Duo mit Tonia Couch. Sie errangen bei den Commonwealth Games 2010 in Delhi ebenso Rang vier im 10-m-Synchronwettbewerb wie ein Jahr später bei der Weltmeisterschaft in Shanghai. Bei den Schwimmweltmeisterschaften 2013 in Barcelona errang sie im 10-m-Einzelwettbewerb Rang vier und im 10-m-Synchronwettbewerb zusammen mit Tonia Couch Rang fünf. Bei den Schwimmeuropameisterschaften 2014 in Berlin wurde sie im 10-m-Wettbewerb Europameisterin.
Barrow wurde seit 2006 mehrfach Britische Meisterin.